# 希沃利
希沃利（Shivli），是印度北方邦坎普尔郊县的一个城镇。总人口7830（2001年）。

## 人口
该地2001年总人口7830人，其中男性4137人，女性3693人；0—6岁人口1152人，其中男589人，女563人；识字率69.20%，其中男性为75.22%，女性为62.44%。